# 율촌자유무역지역관리원
율촌자유무역지역관리원(栗村自由貿易地域管理院)은 자유무역지역의 관리·운영 및 수출산업 지원 사무를 관장하는 대한민국 산업통상자원부의 소속기관이다. 2008년 8월 7일 발족하였으며, 전라남도 순천시 해룡면 율촌산단4로 26-253에 위치하고 있다. 원장은 행정서기관·공업사무관 또는 시설사무관으로 보한다.

## 설치 근거 및 직무

### 설치 근거
- 「자유무역지역의 지정 및 운영에 관한 법률」 제51조제1항[1]

### 직무
- 율촌자유무역지역의 관리·운영 등에 관한 사항
- 수출산업 지원에 관한 사항

## 연혁
- 2005년 12월: 율촌자유무역지역 지정
- 2010년 4월 7일: 지식경제부 소속 율촌자유무역지역관리원 설치.
- 2013년 3월 23일: 산업통상자원부 소속으로 변경.